# Shkodër
Shkodra,, en albanais : Shkodër ou en italien Scutari  (Scodra en illyrien) est une municipalité du nord-ouest de l'Albanie, la ville principale de la région et au bord du lac du même nom, le plus grand lac des Balkans.
Fondée au Ve siècle av. J.-C., Scutari est une des villes les plus anciennes d’Albanie. C’est un centre économique et culturel important pour l’Albanie.

## Nom
Le nom Scutari provient de l'italien à l'époque de la république de Venise. Les formes locales sont Shkodër ou sous sa forme définie Shkodra, plus conforme à l'usage des spécialistes occidentaux, qui désignent les toponymes féminins albanais par leur forme définie et les masculins par leur forme indéfinie : d'où Shkodra, et Vlora plutôt que Vlorë, Peja et non Pejë (le « ë » fonctionne comme le « e » muet du français : il n'est donc pas prononcé en position finale) ; alors qu'on dit Elbasan plutôt qu'Elbasani et Prizren au lieu de Prizreni.

## Géographie

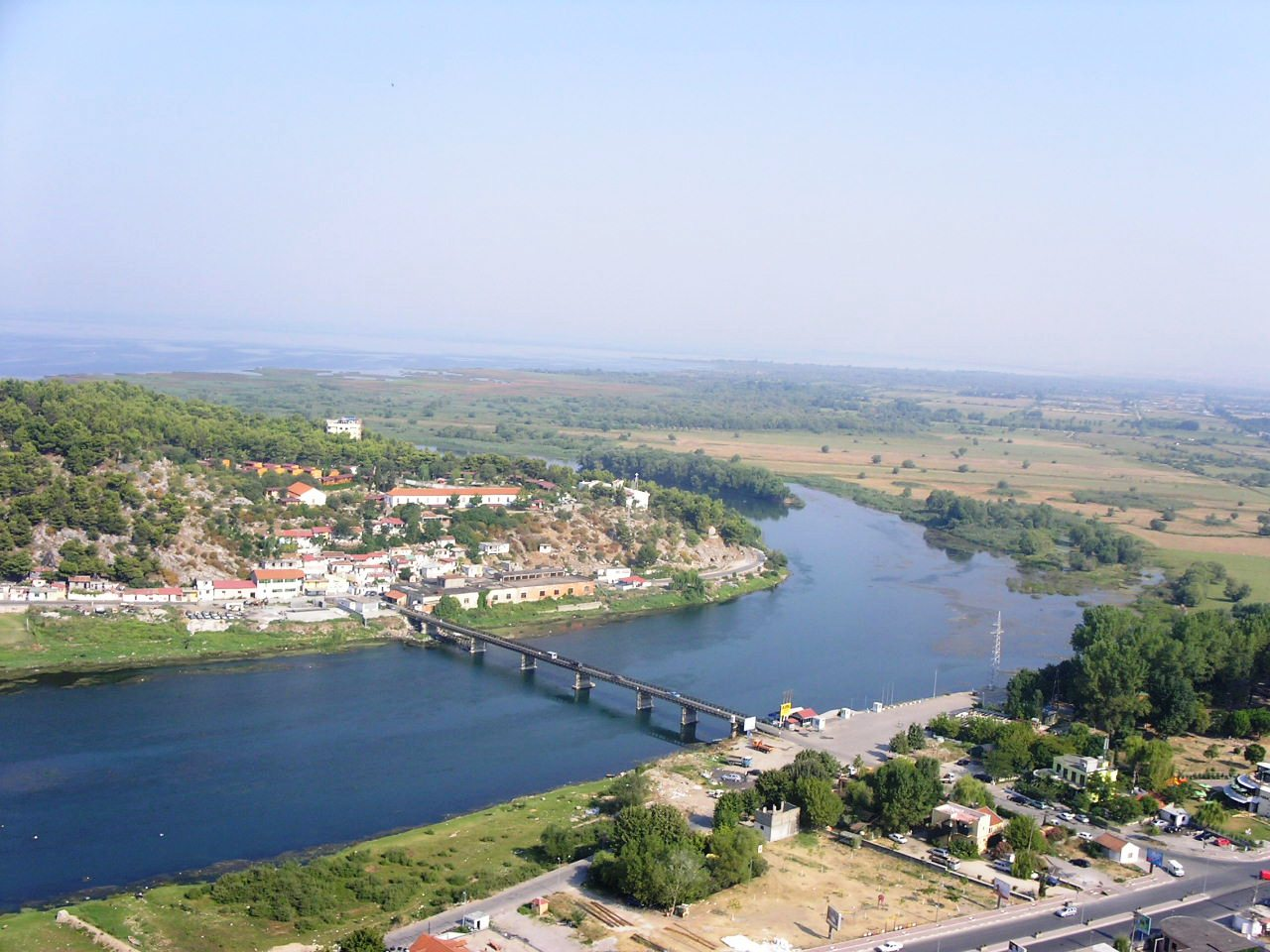
La région agricole autour de la ville et le lac de Shkodër en arrière-plan

La ville est située à proximité immédiate du lac de Shkodër (en albanais : Liqeni i Shkodrës), aussi connu sous son nom serbe de « lac de Skadar » (en serbe : Skadarsko jezero), sous son nom italien de « lac de Scutari » (en italien : Lago di Scutari). C'est le lac le plus grand de la péninsule balkanique (d'une superficie de 370 km2), près des fleuves Drin, Kir et Buna, où passe la frontière actuelle de l'Albanie avec le Monténégro.
Elle abrite le château de Rozafa, qui se trouve à une hauteur de 130 mètres. Scutari est entourée également d'un massif montagneux, incluant les montagnes de Cukal (1 722 mètres), de Maranaj (1 576 mètres), de Tarabosh et de Sheldi.

## Histoire

### Antiquité

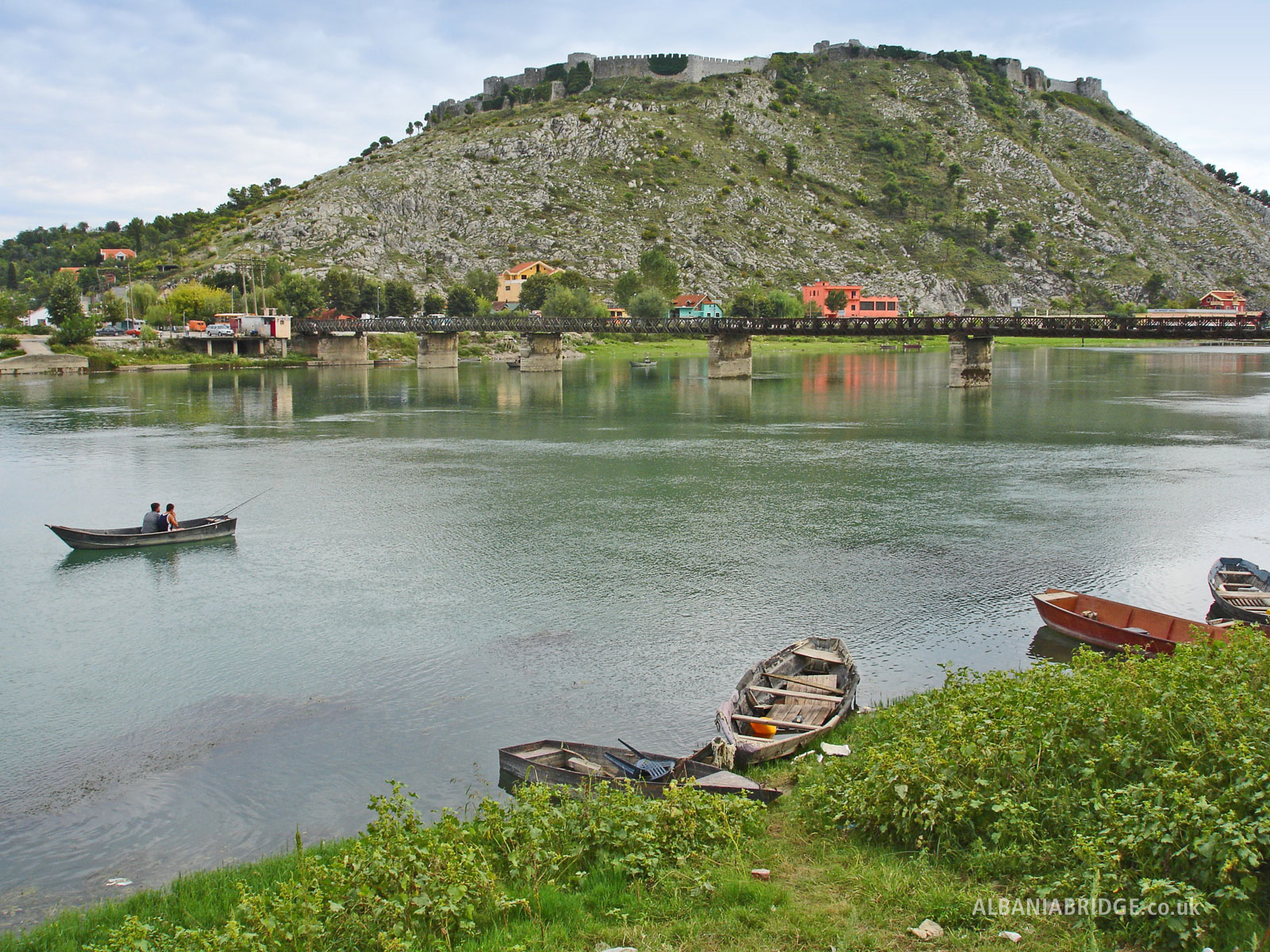
Le château de Rozafa

La zone autour de l'emplacement actuel de Scutari a été habitée depuis la Préhistoire. Des traces de l'époque du Paléolithique moyen y ont été retrouvées. Les fouilles ont mis en évidence une présence humaine continue du Néolithique jusqu'à nos jours. Cela vient du fait que cette zone connaît une combinaison de facteurs climatiques rares et très favorables. Au pied de la colline de Tepe, au sud de la ville actuelle, les fouilles archéologiques ont révélé des objets de l'âge du bronze (2000 av. J.-C.).
Au IVe siècle av. J.-C., Scutari (sous le nom illyrien de Scodra) est le centre d’une tribu d'Illyriens, les Labeates. La ville connait un développement économique important, les premières monnaies datant de 260 av. J.-C. Ces monnaies ont révélé un autre nom de la ville à l'époque : Scodrinon.
Scutari devient sous Bardylis Ier, en 385 av. J.-C., la capitale du premier véritable royaume d'Illyrie. Au roi Bardylis Ier succèdent notamment Agron, et sa veuve, Teuta, qui règne de 231 à 228. Scutari demeure la capitale de l'Illyrie jusqu'à la fin du règne de Gentius en 168 av. J.-C., au moment où l'Illyrie est occupée par les Romains.
Scutari devient, avec les réformes de Dioclétien, le chef-lieu de la Prévalitaine et un centre régional de l'Empire romain. La ville est traversée par des routes commerciales importantes allant vers la côte dalmate au nord et à travers le fleuve Drin vers l'est du Kosovo.

### Moyen Âge

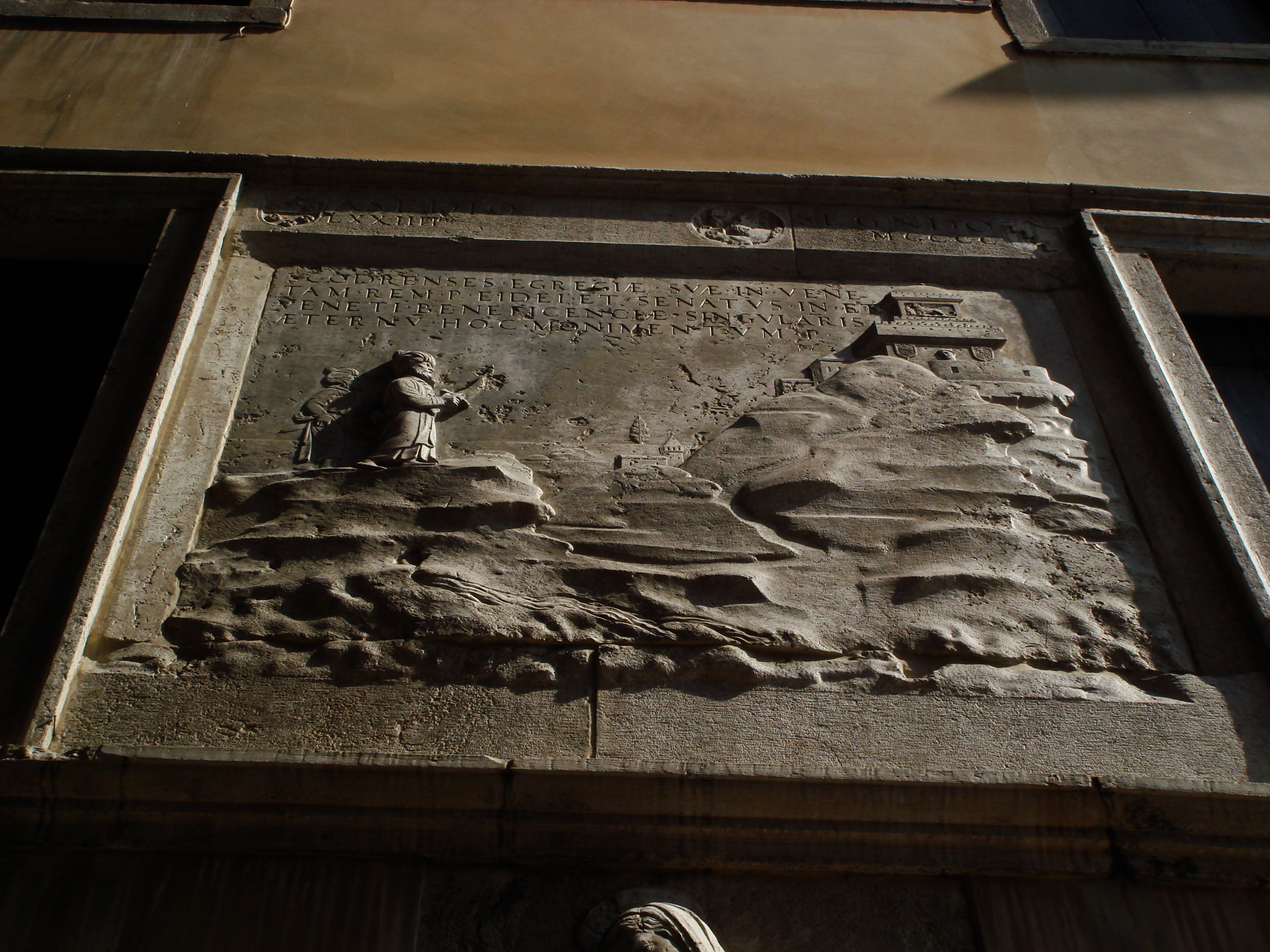
Oeuvre relative au siège de Shkodër

Un diocèse catholique existe déjà à Scutari (Shkodër) au IVe siècle, dont on connait le premier évêque, un certain Bassus (385). Avec l'arrivée des Slaves dans les Balkans (VIe et VIIe siècles), Scutari fut à nouveau occupée brièvement par les Slaves (centre de Zeta au XIe siècle), et les Bulgares. Au XIVe siècle, elle devint un centre important autonome possédant des institutions développées. Elle sera dirigée en 1360 par la famille Balšić de Scutari, avant de passer en 1396, sous la domination de la république de Venise. Cette dernière reconstruisit le château de Rozafa et appela la ville Scutari.
Scutari possédait alors des institutions et des lois comme tous les autres centres vénitiens développés autour de l'Adriatique. Les Vénitiens se retirèrent après deux révolutions populaires, en 1474 et 1478-1479, et après avoir longtemps résisté  aux diverses tentatives de conquête ottomane, la cédèrent par traité à l'Empire ottoman en 1479, juste après la mort du héros national albanais Gjergj Kastrioti dit Skanderbeg.

### Période ottomane

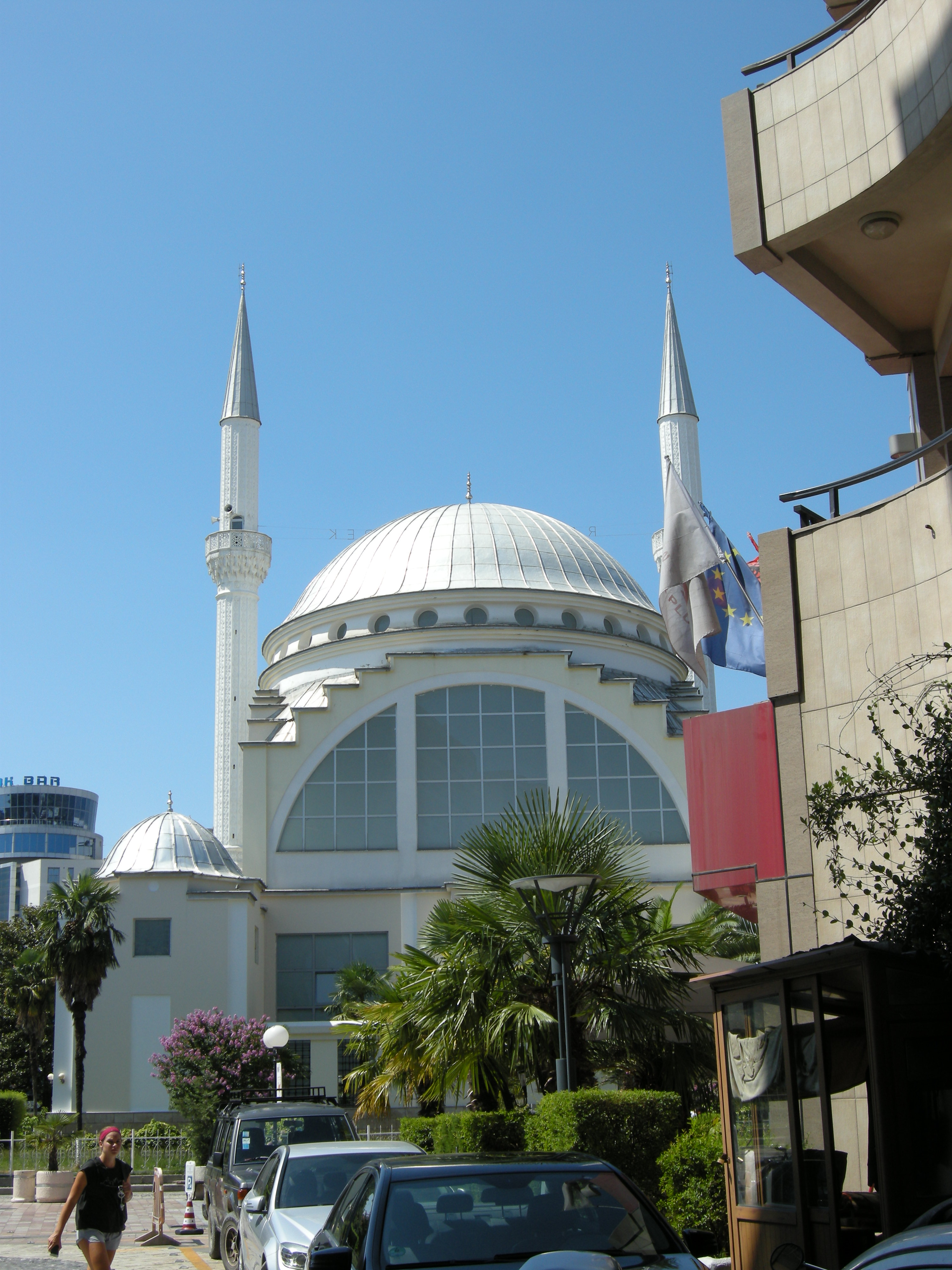
La mosquée de plomb.

La ville, tenue par les Vénitiens avec une garnison d'environ 1 600 personnes, est assiégée en 1474 puis en 1479 par le sultan Mehmet II avec plus de 100 000 soldats. Il s'agissait alors de la dernière ville non occupée de l'Albanie : elle est finalement cédée par traité. Le siège, qui dura sept mois, est décrit par le premier historien albanais, témoin de ces événements, originaire de Scutari, Marin Barleti, qui immigra en Italie. Son livre, Le Siège de Scutari, est édité en Europe en 1504.
Perdant d'abord de son importance durant les premières années de l'occupation ottomane, la ville se dégrade peu à peu, mais se développe à nouveau au XVIIe siècle, devenant le chef-lieu du sandjak de Shkodër. À cette époque, la ville compte plus de 1 800 maisons et commence à s'établir dans la plaine où elle se trouve actuellement. Le commerce, la production d'armes, le travail de la soie, du cuivre, et de l'argenterie se développent particulièrement.
Au XVIIIe siècle, la ville est chef-lieu d'un sandjak comprenant la partie nord de l’Albanie, administrée conjointement par les Ottomans et par les riches familles albanaises. En 1718 sont ouverts à Scutari les premiers consulats et en 1730 est fondée la Chambre de Commerce. La ville est administrée à partir du milieu du siècle par la famille des Bushatllinj (1757-1831). Sous le règne des Bushatllinj, le vilayet devient le pachalik de Scutari, et en 1787, cette famille tente pour la première fois de créer une principauté indépendante albanaise, tentative qui est écrasée par l'Empire Ottoman. Le dernier souverain de la famille est finalement déposé en 1831, et la région revient à son ancien statut de sandjak.
Des révoltes populaires ont lieu en 1833-1836, 1854, 1861-1862 et 1869.
La ville connaît sa plus grande période de développement économique au milieu du XIXe siècle. En 1867, elle devient le chef-lieu du vilayet de Shkodra. En 1870, la ville compte 50 000 habitants. Elle devient un grand centre commercial pour la région balkanique occidentale avec environ 3 500 commerces. Les industries de tannerie, textile, du tabac et de la poudre à canon s’y développent. En 1865 le château de Rozafa est abandonné du fait du déplacement du lit du fleuve Drin. La ville se transforme en port fluvial et continue son commerce avec l'extérieur à travers les liaisons avec Oboti (Ana e Malit), Ulqin et plus tard Shengjini et Tivar. Une école jésuite et un monastère franciscain y sont fondés.
En 1878, est créée la Ligue de Prizren, mouvement pour l'autonomie du pays albanais : l'écrivain et homme politique Pashko Vasa, natif de Scutari, y joue un rôle important. Elle est un foyer de résistance pour la défense des terres albanaises de Plavë et Guci (actuellement au Monténégro), Hot (partiellement actuellement au Monténégro et au nord de l'Albanie), Ulqin et Tivar (au Monténégro actuellement). Le déclin de l'Empire ottoman correspond à une période trouble qui a pour conséquence une diminution rapide de la population. La ville prend une part active à la revendication d'indépendance de l'Albanie, notamment à travers la figure éminente de Luigj Gurakuqi.
En 1882, la foudre tombe sur la forteresse de Scudari et fait sauter une poudrière : l'explosion fit près de 200 morts. La ville compte à l'époque environ 38 000 habitants dont 25 400 musulmans, 12 100 catholiques et 500 orthodoxes.

### Histoire récente

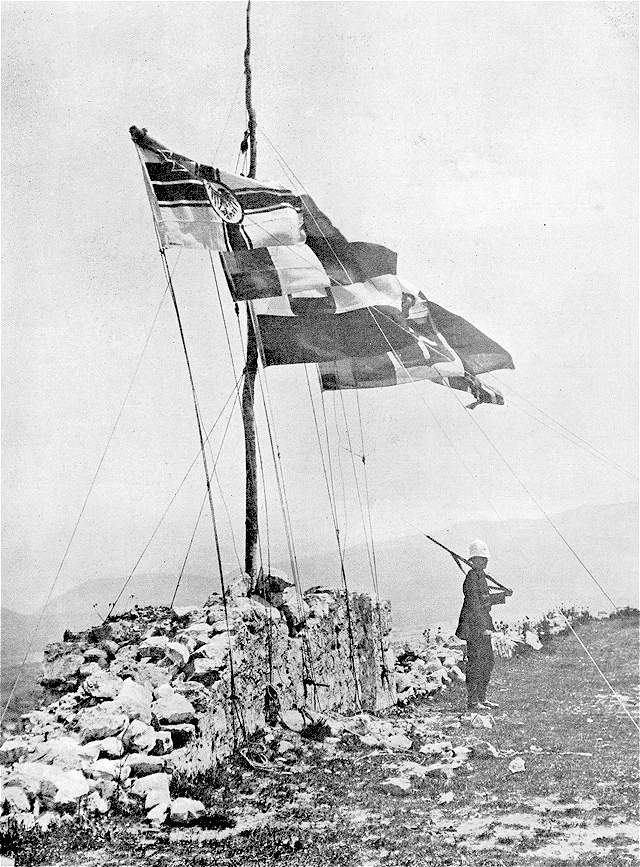
Drapeaux des forces internationales sur la forteresse de Scutari en mai 1913.

Le soulèvement de 1911 de la région du nord, secoua l'occupation ottomane en Albanie. Pendant les guerres balkaniques et la Première Guerre mondiale, Scutari/Shkodra, qui donne sur l'Adriatique, devient un objectif pour la Serbie et le Monténégro, appuyés par la Russie, à cause de sa position stratégique sur le plan international.
Après la proclamation de l'indépendance en 1912 au cours de la Première Guerre balkanique, la ville signa un acte contre les décisions des grandes puissances occidentales qui, par le traité de Londres (1913), laissaient en dehors de l'Albanie plus de 40% des terres de peuplement albanais. Les habitants de Scutari organisés dans la Ligue de Scutari prirent part à la lutte contre l’annexion par les Serbes et les Monténégrins des régions de Plava, Gucia, Hoti et Grudes.
En 1912-1913, pendant la Première Guerre balkanique, la ville résiste aux armées serbe et monténégrine pendant sept mois lors du siège de Shkodër (en). Elle capitule finalement en avril 1913, après un accord entre les assiégeants et le commandant de la garnison, Essad Pacha Toptani, qui négocia leur soutien en échange de sa reddition. Les armées serbes et monténégrines entrèrent dans Scutari/Shkodra et brûlèrent une grande partie de la ville. Une flotte internationale commandée par l'amiral britannique Burtney organisa un blocus le long des côtes monténégrines. Les armées serbe et monténégrine durent en conséquence se retirer le 14 mai 1913, la Conférence des Ambassadeurs à Londres ayant attribué la ville à la future principauté d’Albanie, et fut alors sous la surveillance des forces internationales. Le Korvettenkapitän von Klitzing, commandant de bord du SMS Breslau, fut nommé gouverneur de la ville et commanda un bataillon de fusiliers marins allemands.
l'armée austro-hongroise, les armées autrichiennes, mais avec la fin de la Première Guerre mondiale, la ville fut placée sous administration internationale, et ce n'est qu'après le congrès de Lushnja qu'elle fut gouvernée par le gouvernement albanais issu de ce Congrès.
Dans les années 1924 à 1939, Scutari connut un développement industriel avec quelques petites fabriques principalement dans l'alimentation et le ciment. En 1939, elle comptait environ 70 fabriques et durant cette période de monarchie albanaise, la ville fut administrée par les puissances européennes, possédant ainsi des institutions et subissant des réformes progressistes. En 1939, l'Albanie est occupée par l'armée de l'Italie fasciste.
En 1945, la résistance communiste prend le pouvoir et met en place un régime communiste. Le régime tente de supprimer les spécificités religieuses et culturelles de la ville, notamment ses liens avec l'Italie et le Saint-Siège, Venise et Milan et l'ancien Empire austro-hongrois. Des personnalités éminentes et importantes du clergé catholique de Scutari sont alors poursuivies et exécutées, les institutions culturelles et religieuses sont transformées selon la nouvelle idéologie. Tout est mis en œuvre pour gommer les traits propres à Scutari. Néanmoins, Scutari est la première ville albanaise à demander la fin du régime communiste albanais et la mise en place d'un régime démocratique dès janvier 1990, juste après la chute du mur de Berlin.

## Culture

### Une identité construite sur la résistance
La résistance est perçue à la fois comme une valeur, mais aussi comme une nécessité face à un monde extérieur hostile. La vision Scutarine de l'histoire en matière de lutte perpétuelle implique cette nécessité de défendre en permanence, et parfois jusqu'au fanatisme sanglant, l'identité Scutarine contre les tentatives d'assimilation 
En ce sens, l'hymne des loup de Shkoder exalte courage, fierté et dignité qui s'incarnent dans la figure du loup :